# Хартия
Ха́ртия (лат. charta, от др.-греч. χάρτη «лист папируса; бумага»), в Средние века и Новое время — название некоторых документов публично-правового характера (конституций и др. актов), в которых нашли выражение требования политических прав социальных слоёв и классов. 

У древних римлян слово charta означало бумагу из папируса, а иногда и написанную на бумаге книгу. Различалось много сортов бумаги, например, Charta Augusta, Charta Claudia, Ch. Livia и другие. В Древней Руси термин харатья, харотья служил названием некоторых документов, летописей (харатейные списки), а также дипломатических соглашений с другими государствами (Договоры Руси с Византией).
Хартия в международном праве — это правовой акт (международный договор — соглашение), заключённый в письменной форме.

## Некоторые наиболее известные хартии

### IX век
- Хартия Алаона — хартия, составленная королём Западно-Франкского королевства Карлом II Лысым.

### XIII век
- Великая хартия вольностей — один из основополагающих конституционных актов Англии.

### XIX век
- Национальная школа хартий — французское государственное учреждение в сфере высшего образования.
- Народная хартия — политическая программа чартизма.

### XX век
- Олимпийская хартия (1894 год) — свод законов олимпийского движения. В ней говорится, что цель олимпийского движения заключается в содействии развития тех прекрасных физических и моральных качеств, которые приобретаются в соревнованиях на дружеских полях любительского спорта в объединении молодёжи мира раз в четыре года на великом спортивном празднике, создавая тем самым международное доверие и добрую волю и способствуя созданию лучшего и более спокойного мира.
- Хартия труда — акт, изданный Большим фашистским советом в Италии 21 апреля 1927 года.
- Хартия Королевства Нидерланды — рамочная конституция для федеративного государства, объединяющего европейские Нидерланды, Арубу и Нидерландские Антильские острова.
- Хартия 77 — диссидентская политическая группировка Чехословакии.
- Хартия французского языка — основной языковой закон провинции Квебек (Канада).
- Хартия 97 — диссидентская политическая группировка и информационный сайт Беларуси.
- Хартия европейской безопасности — концепция безопасности мирового сообщества, ориентированная на XXI век.

### XXI век
- Хартия Глобального информационного общества — подписана 22 июля 2000 года лидерами стран «Большой восьмёрки».
- Хартия Европейского союза по правам человека.
- Хартия Земли — международная декларация основополагающих принципов и ценностей для создания справедливого, устойчивого и мирного глобального общества в XXI веке.
- Хартия-08 — манифест, подписанный представителями интеллигенции Китая в 2008 году.
- Энергетическая хартия представляет собой политическую декларацию намерения поощрять энергетическое сотрудничество между Востоком и Западом.
- Хартия (компания) — российская компания, один из региональных операторов, работающих в сфере вывоза и переработки отходов.
- 13-я бригада оперативного назначения НГУ «Хартия»